# Evangeli de Pere
L'Evangeli de Pere és un evangeli apòcrif que es coneix només fragmentàriament, gràcies a un manuscrit grec trobat a Egipte l'any 1886.
Escrit en primera persona, el narrador s'identifica com Simó Pere (verset 60), els estudiosos actuals descarten que pogués ser escrit per l'apòstol. Sols es conserva la part corresponent a la passió i resurrecció de Jesucrist, amb importants diferències respecte a la narració dels evangelis canònics. Alguns autors donen com a data de composició l'any 70; per tant, seria contemporani dels evangelis sinòptics, però la major part dels investigadors el situen en la primera meitat del segle ii.

## Contingut
El relat de la passió de Jesucrist presenta importants diferències respecte als evangelis canònics. Per una banda és Herodes I Agripa, no Ponç Pilat, el que ordena l'execució de Jesús, i tant el monarca com els jutges es neguen a declarar-se innocents de la sang de Jesús. En el relat de la crucifixió es troben frases diferents, com quan es diu (verset 10)," Mes ell callava com si no sentís cap dolor", o, quan, en el moment anterior de la mort, Jesús crida: "Força meva, força meva, tu m'has abandonat!" (verset 19), en comptes de "Déu meu, Déu meu, per què m'has abandonat?" (Marc 15,34).
Després de la mort de Jesús, el relat segueix descrivint la sepultura per Josep d'Arimatea. Explica en primera persona l'aflicció dels deixebles (verset 26). Com passa en l'Evangeli segons Mateu, els sacerdots hebreus demanen a Pilat soldats per tal que vigilin la tomba. Dona detalls nous com, per exemple, que el centurió es deia Petroni.
La diferència més important amb els evangelis canònics és la resurrecció de Jesús, de la qual són testimonis directes els guardes romans i altres persones. Durant la nit, s'escolta "una gran veu en el cel" (verset 35), s'obriren els cels i baixaren dos barons en mig d'una gran resplendor. La pedra que tancava el sepulcre s'obrí, i els dos barons entraren dins. Seguidament els guardes veuen sortir del sepulcre a tres homes, "dos d'ells servien de puntal a un tercer, i una creu al darrere d'ells" (verset 39). Tots tres són d'una gran estatura. Se sent una veu provenint dels cels que pregunta: "Has predicat als que dormen?" I la creu respon: "Sí" (verset 41-42).
Els testimonis expliquen a Pilat els fets, qui reitera la culpabilitat dels jueus (verset 46). Aquests li supliquen que es guardi silenci, i el governador hi consent. L'endemà, Maria Magdalena arribà al sepulcre, el trobà buit, amb un jove vestit de blanc assegut sobre la sepultura, molt semblant al relat de Mateu encara que hi ha algunes diferències entre les dues versions. El manuscrit acaba a la meitat d'un episodi que segurament descrivia l'aparició de Jesús als seus deixebles, en el verset 60: "Jo, Simó Pere, per la meva part, i Andreu, el meu germà, prenem les nostres xarxes i cerquem la mar, anant en companyia de Leví el d'Alfeu, a qui el Senyor...".